# HMS Wager (1739)
«Вейджер» (HMS Wager) — британский 28-пушечный фрегат 6-го ранга. Был построен для Ост-Индской компании примерно в 1734 году и совершил два рейса в Индию, прежде чем Королевский военно-морской флот купил его в 1739 году. «Вейджер» входил в состав эскадры Джорджа Ансона и потерпел крушение у южного побережья Чили 14 мая 1741 года. Он стал знаменит из-за злоключений выживших моряков, оказавшихся выброшенными на пустынный остров во время патагонской зимы, и последовавшего за этим мятежа.

## История корабля
«Вейджер» был построен примерно в 1734 году для Британской Ост-Индской компании. Это был торговый корабль, предназначенный для перевозки через океан больших партий товаров. Имея на борту 30 пушек и экипаж в 98 человек, он совершил два рейса в Индию мимо мыса Доброй Надежды — в Мадрас (1735—1736), а потом в Мадрас и Бенгалию (1738—1739).
21 ноября 1739 года адмиралтейство купило корабль у Д. Рэймонда, чтобы включить в состав эскадры Джорджа Ансона, которая должна была действовать против испанцев на тихоокеанском побережье Южной Америки. Судно было переоборудовано для военно-морской службы на Дептфордской верфи (23 ноября 1739 — 23 мая 1740), причём известно, что на эти работы было потрачено 7096 фунтов стерлингов. Корабль получил название в честь сэра Чарльза Вейджера, первого лорда адмиралтейства, и 22 апреля 1740 года официально стал 28-пушечным фрегатом 6-го ранга с экипажем в 120 человек.
«Вейджер» должен был перевозить запасы стрелкового оружия, пороха и пуль, необходимые для снабжения действовавших на суше десантных отрядов. Капитаном корабля на момент отплытия в августе 1740 года был Дэнди Кидд, который, однако, умер во время перехода через Атлантику. Его обязанности перешли к лейтенанту Дэвиду Чипу. В районе мыса Горн эскадру рассеяло по морю, и «Вейджер» остался в одиночестве. Он слишком рано повернул на север, а потом оказался в большой бухте, из которой не мог выбраться из-за сильного ветра и общей изношенности снастей и корпуса; к тому же Чип, упавший с трапа и вывихнувший плечо, в это время не мог выполнять свои обязанности. 14 мая «Вэйджер» сначала ударился о скалы, остался без румпеля и набрал воды, хотя остался на плаву (инвалиды, находившиеся в трюме, при этом погибли), а потом сел на мель. 140 членов команды погрузились на лодки и добрались до берега (это был остров, названный позже Вейджер). Моряки, оставшиеся на борту, напились и начали мародёрствовать. На следующий день «Вейджер» получил пробоину, так что многие из оставшихся утонули.
В британском военно-морском флоте той эпохи гибель корабля означала прекращение всех официальных полномочий: офицеры теряли право командовать, прекращалось начисление жалованья команде. После крушения «Вейджера» эти факторы вкупе с тяжёлыми условиями жизни на суше и кровопролитными стычками между офицерами и солдатами привели к исчезновению дисциплины. Экипаж разделился на две части: 80 человек под командованием канонира Джона Балкли переделали баркас в шхуну и отправились к берегам Бразилии, рассчитывая оттуда вернуться в Англию, а ещё 20 человек, включая капитана Чипа и мичмана Джона Байрона, остались на острове и позже добрались до испанских поселений благодаря помощи чоно во главе с Мартином Оллетой. Спустя пять лет в Англии оказались шестеро моряков из группы Балкли и четверо из группы Чипа.
В 1742—1769 годах испанцы и местные коренные жители провели множество экспедиций на место крушения «Вейджера». Иезуит Педро Флорес в конце 1742 года извлёк из воды почти 100 кг железа. В ходе экспедиции Матео Абрахама Эврарда в 1743 году были найдены 10 железных шестифунтовых пушек, четыре бронзовые трехфунтовые пушки, якорь, более 100 пушечных ядер и 1000 мушкетных пуль, три медных котла. В 1779 году испанские миссионеры Бенито Марин и Хулиан Реаль обнаружили недалеко от места крушения поселение коренных народов, состоявшее из четырёх жилищ.
В 2006 году Общество научных исследований организовало экспедицию, чтобы найти то, что осталось от затонувшего судна. На мелководье был обнаружен кусок деревянной обшивки корпуса площадью пять квадратных метров.